# Marko Banić

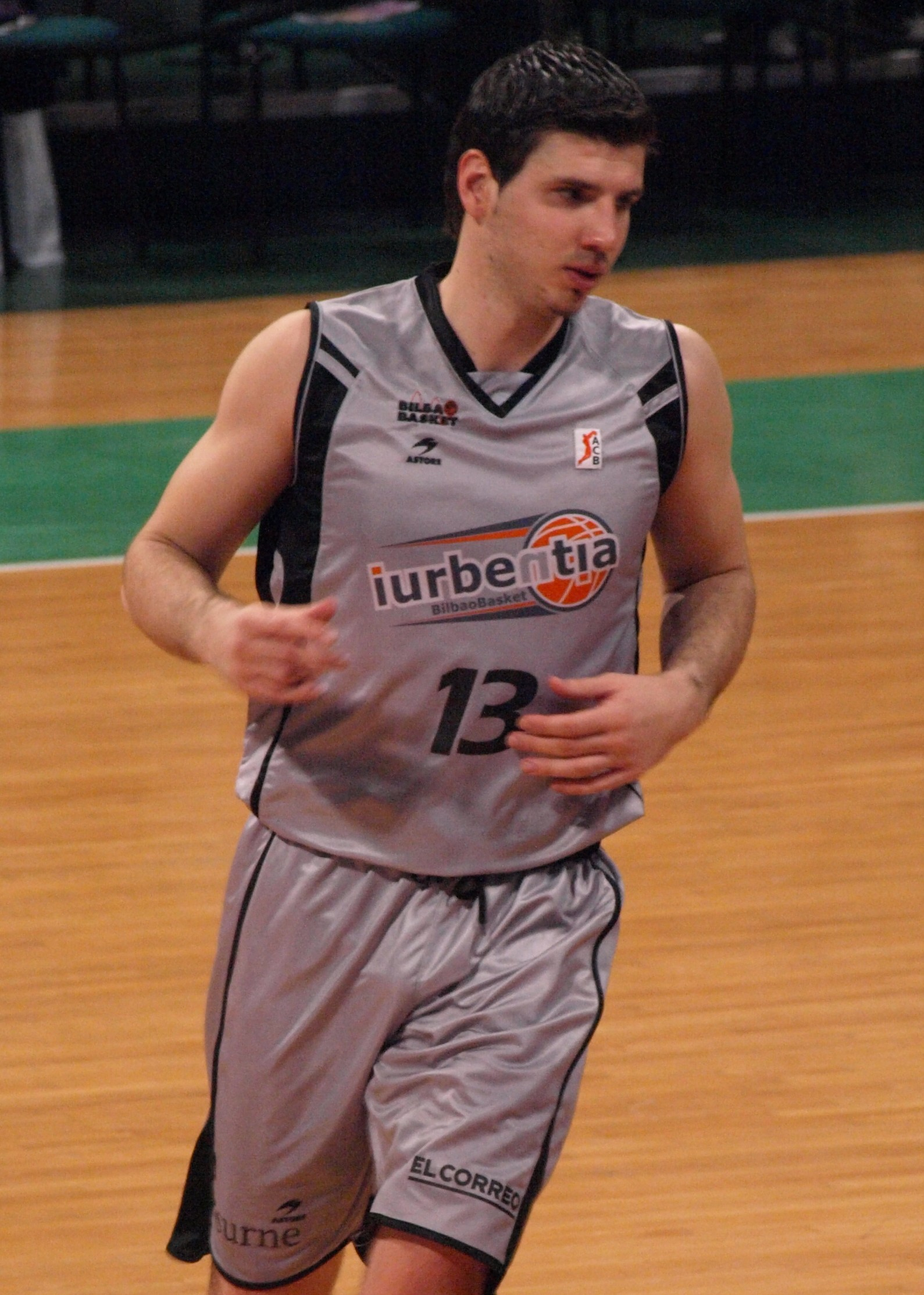
Imagem de Marko Banić.

Marko Banić (Zadar,31 de agosto de 1984) é um basquetebolista profissional croata, atualmente joga no Bilbao Berri.

## Carreira
Marko Banić representou a Seleção Croata de Basquetebol nas Olimpíadas de 2008, que ficou em 6º lugar.